# 1982년 말레이시아 총선거

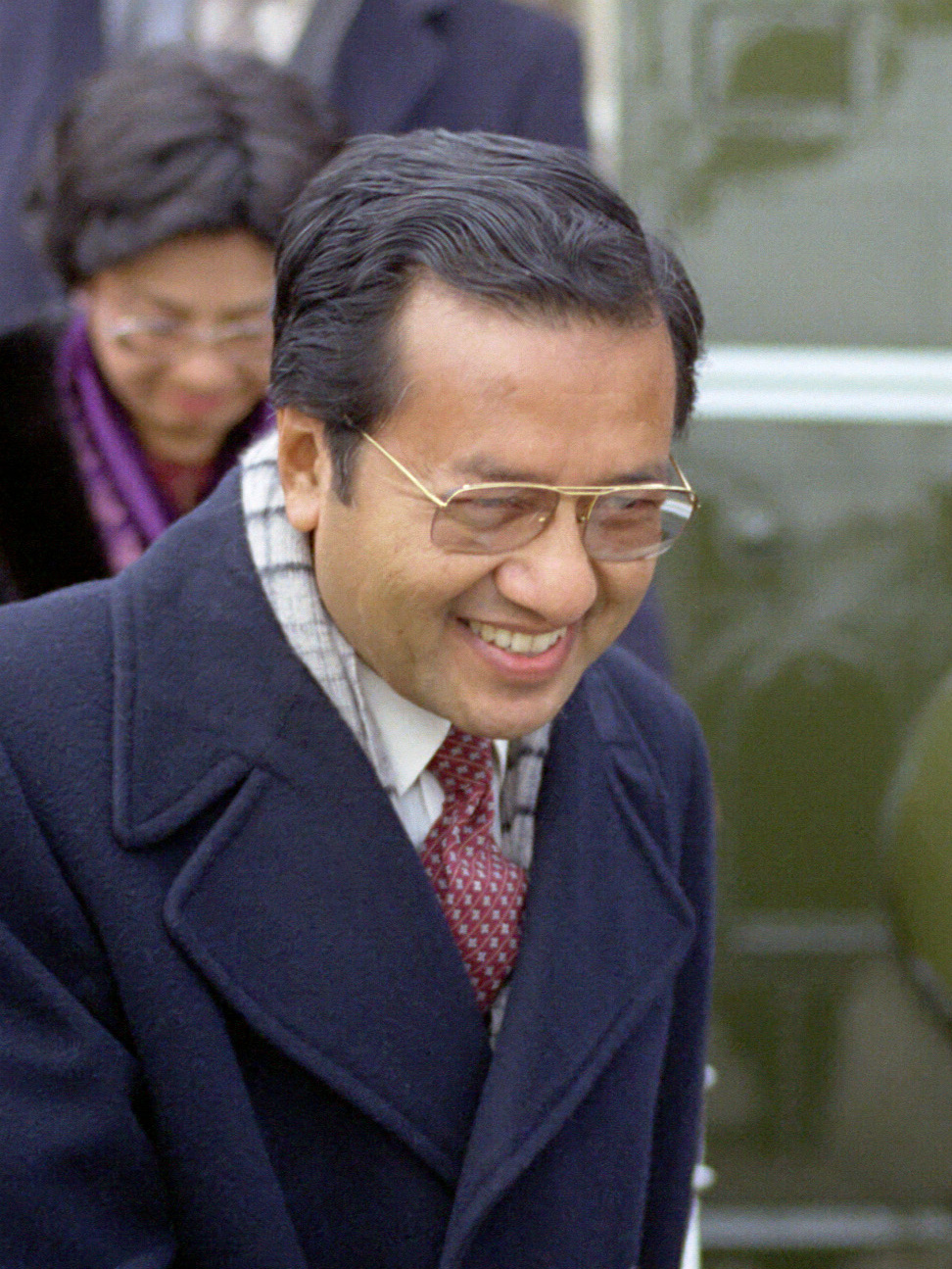
마하티르 빈 모하맛

1982년 말레이시아 총선은 1982년 4월 22일 ~ 26일에 열린 말레이시아의 총선거이다. 마하티르 빈 모하맛 정권 하에서 열린 첫 총선이었으며, 이 선거에서 마하티르가 이끄는 통일말레이국민조직(UMNO)가 최다 의석을 장악, 재선에 성공하였다.